# Миусс (село)
Миусс — село в Ершовском районе Саратовской области, административный центр сельского поселения Миусское муниципальное образование.
Село расположено на реке Миусс, примерно в 38 км северо-западнее города Ершов
Население - 545 (2010)

## История
Казённое село Миюс упоминается в Списке населенных мест Российской империи по сведениям 1859 года. В 1859 году в селе проживало около 1 тысяч жителей, имелась православная церковь. Село относилось к Новоузенскому уезду Самарской губернии. 
Согласно Списку населённых мест Самарской губернии 1910 года Миусс являлся волостным селом Миусской волости, здесь проживало 1184 мужчины и 1166 женщин, село населяли бывшие государственные крестьяне, преимущественно русские и мордва, православные, в селе имелись церковь, земская и церковно-приходская школа, библиотека, волостное правление, 7 ветряных мельниц, проводилась ярмарка, по воскресеньям базары, работали урядник и фельдшер.
В 1919 году в составе Новоузенского уезда село включено в состав Саратовской губернии. 2018 год - плотины сорвало, воды в деревне нет, народ бросает дома - село Миус Ершовский район.

## Население
Динамика численности населения по годам:
| 1859 | 1889 | 1897 | 1910 | 1987 | 2002 |
| ---- | ---- | ---- | ---- | ---- | ---- |
| 988  | 1643 | 2165 | 2350 | ≈910 | 718  |

| 2002 | 2010 |
| ---- | ---- |
| 717  | ↘545 |